# Padillothorax taprobanicus
Padillothorax taprobanicus är en spindelart som beskrevs av Simon 1902. Padillothorax taprobanicus ingår i släktet Padillothorax och familjen hoppspindlar. Inga underarter finns listade i Catalogue of Life.